# Sukdal
Sukdal è una suddivisione dell'India, classificata come census town, di 11.785 abitanti, situata nel distretto di Bardhaman, nello stato federato del Bengala Occidentale. In base al numero di abitanti la città rientra nella classe IV (da 10.000 a 19.999 persone).

## Geografia fisica
La città è situata a 23° 23' 55 N e 87° 33' 08 E.

## Società

### Evoluzione demografica
Al censimento del 2001 la popolazione di Sukdal assommava a 11.785 persone, delle quali 6.203 maschi e 5.582 femmine. I bambini di età inferiore o uguale ai sei anni assommavano a 1.200, dei quali 628 maschi e 572 femmine. Infine, coloro che erano in grado di saper almeno leggere e scrivere erano 8.732, dei quali 4.971 maschi e 3.761 femmine.